# Małgorzata Handzlik

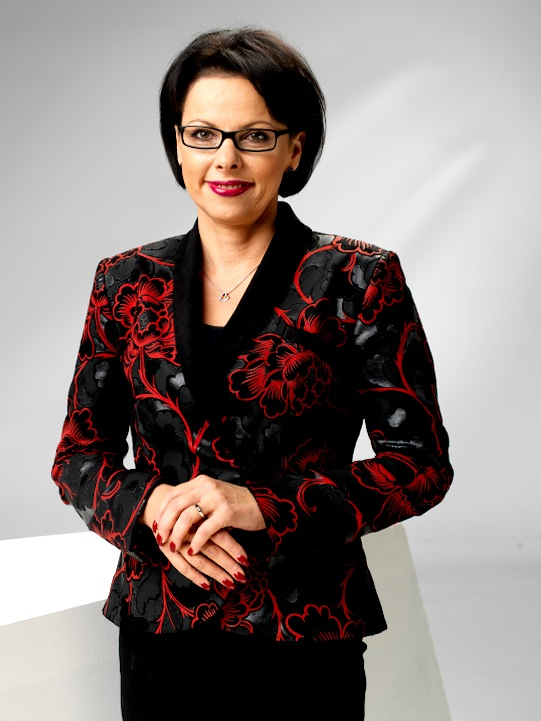
Malgorzata Handzlik

Małgorzata Maria Handzlik (Bielsko-Biała, 1 de gener de 1965) és una política polonesa. Ha estat membre del Parlament Europeu durant dues legislatures, fins al juny de 2014. Va ser escollida el 2004 i relegida el 2009 com a candidata del partit polític polonès Plataforma Cívica (Platforma Obywatelska, PO).
És també coneguda pel seu suport públic a la llengua auxiliar internacional esperanto. Va aprendre aquesta llengua a la dècada de 1980 durant els seus viatges amb el seu marit George Handzlik, un cantant esperantista, a més d'escriptor, editor i professor. A més de promoure els objectius del seu partit, Handzlik ha declarat estar a favor del multilingüisme i la igualtat de drets lingüístics de tots els ciutadans. En aquest sentit, Handzlik ha afirmat la necessitat d'investigar el possible paper de l'esperanto com a segona llengua per als europeus.